# Ourville-en-Caux
Ourville-en-Caux – miejscowość i gmina we Francji, w regionie Normandia, w departamencie Sekwana Nadmorska.
Według danych na rok 1990 gminę zamieszkiwały 933 osoby, a gęstość zaludnienia wynosiła 95 osób/km² (wśród 1421 gmin Górnej Normandii Ourville-en-Caux plasuje się na 263. miejscu pod względem liczby ludności, natomiast pod względem powierzchni na miejscu 362.). W roku 2007, w gminie było mieszkały 1104 osoby.